# اسب کاسپین
اسب کاسپین (به انگلیسی: Caspian horse)، اسبچه خزر، اسب مازندرانی، اسب گیلان، گیل اسب یا اسب شاه با قدمت بیش از ۵ هزار سال یکی از قدیمی‌ترین نژادهای اسب موجود در جهان است که تا سال ۱۳۴۵ منحصراً در ایران وجود داشت. نام رسمی این اسب در ایران بنابر اعلام وزارت جهاد کشاورزی ایران مطابق با نام بومی و بین‌المللی، اسب کاسپین است. اسب‌هایی وجود داشتند که نزدیک به (و همچنین اجداد) اسب‌های اهلی امروزی در منطقه معتدل اوراسیا در دوره پلیستوسن زندگی می‌کردند. در ایران، بقایای اسکلت یک نژاد بومی با جثه کوچک، که ظاهراً به عنوان غذا استفاده می‌شد، در محوطه‌های ماقبل تاریخ کشف شده‌است: در غاری در بیستون، در ۴۸ کیلومتری شرق کرمانشاه و در تمتم، منطقه‌ای کوهستانی در غرب دریاچه ارومیه. در تل ابلیس، جنوب مرکزی ایران؛ و در گودین تپه زاگرس مرکزی. این نژاد به‌طور آزمایشی به عنوان خاستگاه «اسب مینیاتوری کاسپین» در نظر گرفته شده‌است که در حال حاضر گاهی در مازندران یافت می‌شود. بقایای قدیمی‌ترین اسب کاسپین در در سایت گوهرتپه در استان مازندران بین شهرهای نکا و بهشهر کشف شد که قدمت آن به اواخر عصر برنز تا اوائل عصر آهن (۳۴۰۰ پیش از میلاد) برمی‌گشت. اسب کاسپین، نامی که برگرفته از موقعیت جغرافیایی محل اولیه و جثه کوچک اسب است، اولین بار در آمل کشف شد و مورد توجه قرار گرفت. تا سال ۱۹۶۵ (۱۳۴۳–۴۴) به نظر می‌رسید که این نژاد منقرض شده‌اند، تا این‌که در این سال لوئیز فیروز، همسر آمریکایی یکی از درباریان ایران با یک گله اسب وحشی در کوهستان البرز مواجه شد.
اسب خزر همان‌طور که از نامش پیداست بومی منطقه شمال ایران بوده و پراکندگی فعلی آن از بهشهر در نزدیکی ترکمن‌صحرا تا تالش در غرب دریای خزر است. نام «اسبچه خزری» هم برای اشاره به این اسب به کار رفته‌است، که البته امروزه معتقدند این نام اشتباه است، چون اسب کاسپین در هیبت یک اسب کامل است.

سربرگ شناسنامه رسمی اسب کاسپین مشخص کننده نام رسمی فارسی در ایران

## کشف
بررسی برای تعیین تعداد تقریبی و دامنه اسب کاسپین در ژوئیه ۱۹۶۵ انجام شد و در اوت ۱۹۶۹ به نتیجه رسید. جدای از بررسی‌های نقطه‌ای جمعیت اسب‌ها در اکثر استان‌های فلات ایران، این بررسی منطقه توصیف شده در امتداد سواحل کاسپین را که در آن اسب‌های مینیاتوری قرار داشتند، پوشش داد. هرگونه بررسی جمعیت دامی استان‌های گیلان و مازندران باید حتماً مناطق چرای تابستانی را نیز شامل شود. بر اساس این بررسی تخمین زده شد که تقریباً پنجاه راس کوچک با ویژگی‌های مشخص «کاسپین» در سراسر ساحل دریای خزر وجود دارد که بیشترین غلظت آن حدود ۳۰ راس در یک مثلث ۳۴۰۰ کیلومتر مربعی بین آمل، بابل و کیاکلا است. با این حال، بقیه آنقدر پراکنده بودند که نتیجه‌گیری شد که عملاً غیرممکن است که هیچ‌یک از آنها کاملاً خالص در نظر گرفته شوند. تقریباً در اواسط راه در امتداد خزر در تقسیم استان‌های مازندران و گیلان، ساحل باریک می‌شود و کوه‌ها بر فراز دریا آویزان به نظر می‌رسد. هر چه به سمت غرب دورتر می‌شود، بارندگی فراوان‌تر می‌شود، با شالی‌زارهای برنج در ساحل و مزارع چای که از تپه‌های پلکانی به سمت ابرهای کم ارتفاع بالا می‌روند. در اینجا، جمعیت اسب‌ها عمدتاً از نوع اسب‌های مغول سنگین و نسبتاً درشت تشکیل شده‌است.

## اسب کاسپین در تاریخ
در جدیدترین اکتشافات محققان در مورد بقایای نژادهای قدیمی اسب‌ها مشخص شد که اسب کاسپین مشهور به اسب شاه یا اسب مازندرانی که قدیمی‌ترین نژاد اسب زنده است، از آنچه تاکنون تصور می‌شد قدیمی‌تر است. باستان‌شناسان مرکز مطالعات ایران باستان در گزارشی یافته‌های خود در سایت گوهرتپه در استان مازندران بین شهرهای نکا و بهشهر را مطرح کرده‌اند که در طول هشت سال تحقیقات خود در این سایت با بقایای کاسپین در گورستانی روبرو شدند که به اواخر عصر برنز تا اوائل عصر آهن (۳۴۰۰ پیش از میلاد) برمی‌گشت. اسب کاسپین یک نماد از وضعیت خانوادگی در ایران باستان بوده و به‌طور معمول به شاه‌ها و ملکه‌ها تعلق داشته‌است. از این اسب برای ارابه‌رانی در جنگ‌ها نیز استفاده می‌شد. از این رو عجیب نیست که این اسب در یک گورستان به خاک سپرده شده و نشانه اهمیت و قدر این اسب‌ها برای صاحبانشان بوده‌است. باستان‌شناسان موفق به کشف ساختارهای معماری باستانی بسیاری در کنار این گورها با شیوه‌های دفن متفاوت شده‌اند که نشانه حیات مستمر چند نسل متفاوت در این منطقه است.
در گذشته در گیلان و مازندران شغلی به نام چهارپاداری مرسوم بود که چهارپاداران با تعدادی اسب کاسپین که زبان به آنها گیله اسب یا اسب گیل یا اسب مازندرانی می‌گویند مسافرکشی و بارکشی می‌کردند و در بسیاری از اوقات نامه و مراسلات خصوصی را نیز به همراه می‌بردند و از این نژاد برای کشاورزی در مزارع و شالیزارها کمک گرفته می‌شد و رد پای گیلِ اسب در اشعار شعرای گیلان باقی مانده‌است.
شواهدی مربوط به وجود یک اسب سواری اولیه و همچنین اسبی که متفاوت با اسب‌های هند و اروپایی باشد در دست است. محققان سال‌ها از وجود نقش یک اسب کوچک روی حجاری‌ها در ایران آگاه بودند اما طراحان اغلب این‌طور تفسیر می‌کردند که حجاری اسب‌های کوچک به دلیل کمبود جا بوده‌است. در بعضی از موارد این امر ممکن است دلیلی برای به تصویر درآوردن اندازه‌های متفاوت باشد، همان‌طور که این روش گاهی برای تمیز موقعیت دو یا چند تصویر به کار می‌رفته‌است ولی به ندرت در یک حجاری در مورد تندیس‌ها یا حیوانات رزمی که دارای اندازه‌های کاملاً متفاوت هستند به کار گرفته شده‌است. تخت جمشید و دارابگرد نمونه‌هایی عالی از مورد آخر هستند. در حجاری‌های تخت جمشید اختلاف اندازه بین اسب نسایی و اسب‌های کوچک لیدیایی به ۸/۲۱ سانتی‌متر می‌رسد. با تطابق این مقدار با اندازه‌های طبیعی، اختلاف قد این دو اسب ۴۰ سانتی‌متر است. در حجاری‌های دارابگرد که از زمان ساسانیان به جا مانده نیز اختلاف بین اندازه این اسب‌ها در همین حد بوده‌است.
تصویر این اسب‌ها در نگاره‌های پلکان آپادانای تخت جمشید موجود است. در مهر داریوش بزرگ، در گنجینهٔ آمودریا در موزه بریتانیا و در نقش رستم و نقش شاپور اسب کوچکی مشاهده می‌شود که بنا بر مطالعات سنگواره‌شناسی بر روی بقایای اسکلت‌های یافت شده در اطراف همدان، همان اسب کاسپین است. این اسب مدتی در حالت انقراض قرار داشت، این نژاد اسب برای اولین بار بعد از مدت‌ها در سال ۴۴–۱۳۴۳ شمسی توسط خانم لوئیز فیروز و با انگیزه دستیابی به اسب‌های مناسب جهت آموزش سوارکاری و سواری آزاد به کودکان و نوجوانان در اطراف آمل به صورت تصادفی مورد شناسایی قرار گرفت. نامبرده به واسطه داشتن تحصیلات در علوم دامی و آشنایی با انواع نژادهای اسب، به سرعت به ویژگی‌های منحصر به فرد و ارزش‌های خاص این نژاد پی برد و بر اساس مطالعات و تحقیقات خود در طی مدت کوتاهی جوامع بین‌المللی پرورش اسب را مجاب به قبول این نوع اسب کوچک ایرانی به عنوان نژادی منحصر به فرد نمود.

## ویژگی‌ها

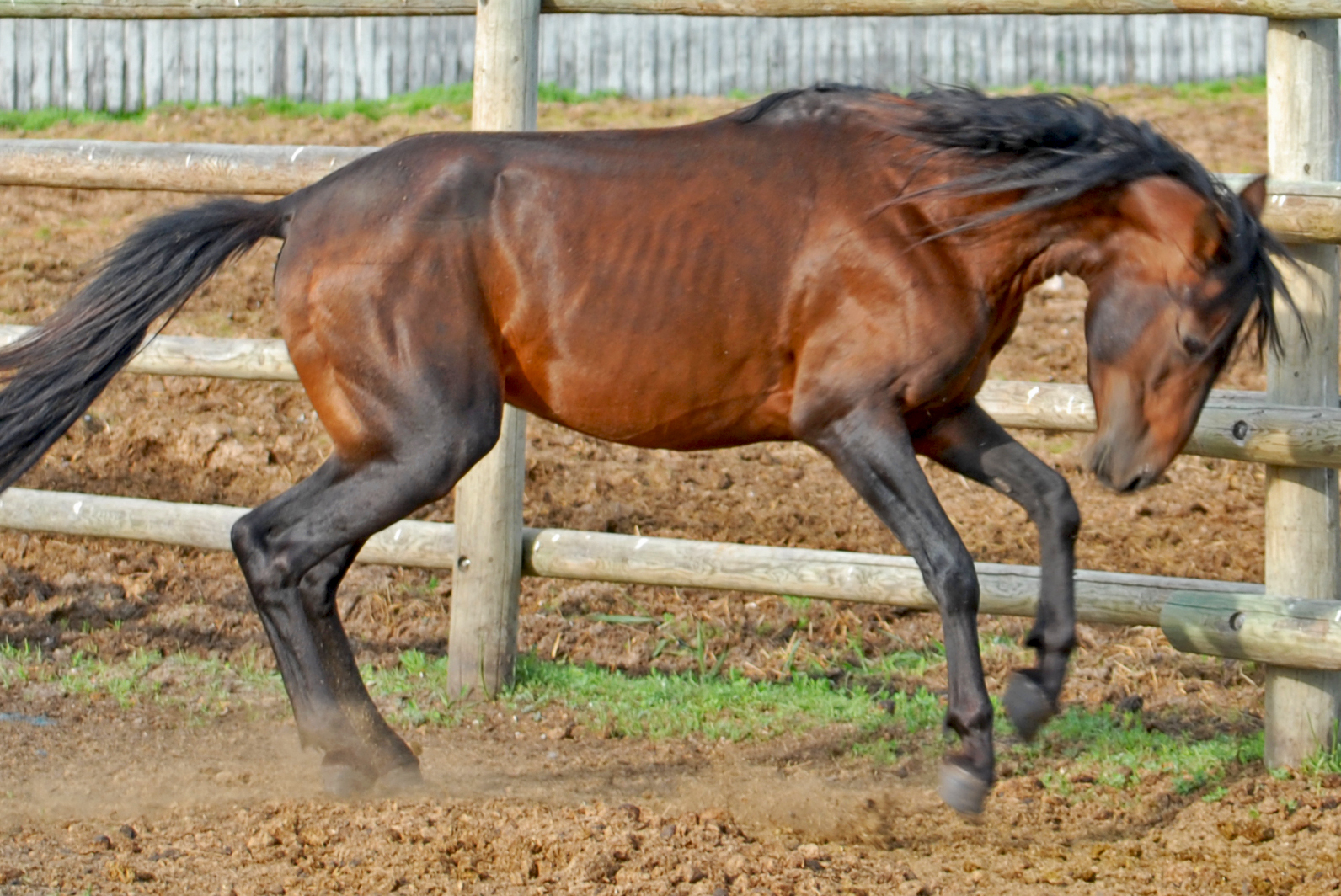
اسب کاسپین

اسب کاسپین اسبی است سریع؛ سبک و چابک و با قابلیت پرش استثنایی. به لحاظ ظاهری، تناسب اندام یک اسب بزرگ را دارد و برخلاف بسیاری از اسبچه‌ها که دارای دست و پای کوتاه و تنه درشت هستند، اسبی مینیاتوری محسوب می‌شود و شناخت آن از روی تصویر به‌راحتی امکان‌پذیر نیست. این نژاد اسب شباهت بسیاری با اسب نژاد عرب دارد. این اسب دارای سری کوچک، چشم‌های درشت و برجسته، پیشانی کمی محدب و گوش‌های کوچک است. پوزهٔ این اسب کوچک و دارای منخرین باز است گردن اسب خزر دارای قوس است و تناسبی مناسب دارد. یال و دم پر پشت و زیبا، کمر کشیده و بدن باریک را از ویژگی‌های اسب کاسپین است و اندام حرکتی ظریف دارد و از استخوان‌بندی بسیار قوی و محکم برخوردار است. سم بسیار سفت و بیضی شکل است و نیاز به نعل‌بندی ندارد.
اسب کاسپین یک اسب است نه یک اسبچه و به همین دلیل تناسبات بدنی آن از نظر تناسب دست و پاها با بدن و سر می‌بایست مانند سایر نژادهای اسب باشد. (به عنوان مثال اسب نژاد تروبرد) کوتاه بودن دست و پاها یا عدم تناسب سر با بدن قابل قبول نیست.
به‌طور کلی به هنگام نگاه کردن به اسب کاسپین، باید این احساس به بیننده دست بدهد که انگار به یک «اسب» با تناسبات ممتاز؛ اما در مقیاس کوچک‌تر نگاه می‌کند.
استانداردهای فیزیکی اسب کاسپین که ذیلاً اشاره می‌گردد توسط انجمن بین‌المللی اسب خزر (ICS) تعیین شده‌است.
- چشم

اسب نژاد کاسپین دارای چشم‌هایی درشت و بادامی شکل، برجسته هستند، که موقعیت قرار گرفتن آن‌ها بر روی صورت اسب کاسپین به سمت پایین چهره تمایل دارد.
- منخرین (سوراخ بینی)

بزرگ، در عین حال ظریف بوده و موقعیت آن‌ها بر روی چهره به سوی پایینِ سرِ اسب متمایل است. منخرین از قابلیت باز شدن قابل توجهی به هنگام فعالیت بر خوردار است.
- گوش‌ها

اسب نژاد کاسپین دارای گوش‌هایی کوتاه است که به صورت هوشیار، شکیل، ظریف با فاصله از یکدیگر قرار گرفته‌اند. نوک گوش‌های اسب کاسپین اکثراً به سمت میانی تمایل دارند. (نوک گوش‌ها رو به یکدیگر هستند)
- سر و گردن

وقتی که از روبه‌رو به اسب نژاد کاسپین نگاه می‌کنیم این اسب دارای صورتی پهن بوده که استخوان‌های بالای پیشانی در فضای بین گوش‌ها (“قفاً یا محل قرار گرفتن استخوان‌های “آهیانه”) به شکل گنبدی و دارای یک قوس یکنواخت است (در بسیاری از اسب‌ها تیغهٔ اتصال استخوان‌های آهیانه شکل نمی‌گیرد یا باز باقی می‌ماند).
نحوهٔ اتصال استخوان پیشانی و بینی به یکدیگر با زاویه و شیبی مناسب است. استخوان‌های فک برجسته بوده و فاصله بین آن‌ها (فضای بین فکی) در محل اتصال به گلو از پهنای زیادی برخوردار است. سر به سمت پوزهٔ اسب کاسپین به منخرین‌های ظریف و مشخص ختم می‌شود. گردن اسب نژاد کاسپین کشیده و انعطاف‌پذیر بوده و از اتصال شکیلی در گلوگاه برخوردار است. اسب کاسپین فاقد تاج آهیانه‌ای در جمجمه خود است.
- کتف و جدوگاه

دارای کتف کشیده و شکیل بوده که نسبت به تنه به صورت مورب قرار گرفته؛ و از استخوان جدوگاه مشخص و خوبی برخوردار هستند. استخوان کتف در اسب کاسپین پهن‌تر از سایر نژادهای ایرانی بوده و بیشتر به استخوان کتف نشخوارکنندگان شبیه است.
- بدن

اسب نژاد کاسپین به‌طور مشخص دارای تنه باریک و کشیده بوده که از ارتفاع زیاد در ناحیه تنگ (محل بستن تنگ دور سینه) برخوردار است.
پهنای سینه (فضای بین دست‌ها در محل اتصال به تنه) با پهنای تنه متناسب است. کوچک بودن فضای بین دستها در مقایسه با تنه یا باریک بودن پهنای سینه (خارج شدن دست‌ها از یک نقطهٔ بدن) نامطلوب بوده و عیب محسوب می‌شود. پشت و کمر اسب کاسپین کوتاه بوده و دارای عضلات کپل متمایز است. پشت اسب کاسپین دارای فضای مناسب برای قرار گرفتن زین است.
شش مهره اولی سینه‌ای دارای تیغه پشتی درازتر نسبت به سایر نژادها هستند و به خاطر همین اختلاف، جدوگاه در اسب خزر بسیار بالاتر از کپل قرار می‌گیرد.
- کپل و ران

اسب نژاد کاسپین دارای کپل کشیده و مورب است. فاصله قابل توجهی بین زانو با رأس استخوان خرگوشی دارد.
- مفصل خرگوشی

به واسطه اینکه منشأ اسب‌های کاسپین از مناطق کوهستانی بوده‌است، مفصل خرگوشی اسب کاسپین دارای زاویه تندتری در مقایسه با اسب‌های دشت و مناطق هموار است.
- دست و پا

دست‌ها و پاهای اسب‌های کاسپین بلند و باریک بوده با استخوان‌بندی محکم و صاف؛ و مفصل مچ دست پهن. بوخولق (بخلق) دارای زاویه مناسب است – نه زیاد عمودی و نه زیاد خوابیده. استخوان‌های کف‌دستی و کف‌پایی اسب خزر نسبت به قد حیوان بلندتر و باریک‌تر است. استخوان‌های ساق بلندتر و باریک‌تر هستند.
سُم دست و پا هر دو بیضی شکل بوده، جنس کف و دیواره سم قوی است و جسم قورباغه‌ای سم اسب کاسپین کوچک است. این ویژگی سم تحت شرایط جغرافیایی ممکن است تغییر کند و شکل طبیعی آن برای تضمین تعادل نرمال و سلامت سم باید حفظ شود. از تغییر دادن سم با غیار دادن به‌صورت مصنوعی باید پرهیز شود. سم اسب خزر باریک و بیضی شکل و بیشتر شبیه به سم خر است تا شبیه سم اسب
- پوشش بدن

پوست اسب کاسپین نازک؛ ظریف و انعطاف‌پذیر است. پوشش بدن (مو) نرم و صاف است و پوشش تابستانی بدن اسب کاسپین اغلب براق و درخشان است. دارای پوشش زمستانی ضخیم است.
یال و دم پرپشت با موهای ظریف و نرم. یال اغلب صاف است (مانند اسب نژاد تاروبرد) که ممکن است بسیار بلند شود. به هنگام حرکت، دم را به‌صورت افراشته نگه می‌دارد. دست و پاهای اسب کاسپین فاقد رویش مو بر روی مچ بوده یا از موی کمی در این محل برخوردار است.
- رنگ

تمامی رنگ‌ها به‌جز رنگ ابلق (نوعی از پوشش بدن که نواحی و بخش‌های بزرگی از تنه اسب اشکالی متفاوت و متنوع از رنگ سفید را به خود می‌گیرد) در اسب کاسپین دیده می‌شود. اسب‌های خاکستری (نیله) تا قبل از تبدیل شدن به سفید ممکن است طیف وسیعی از رنگ‌های «سرخون» (آمیخته‌ای از پوشش موهای سفید با سایر رنگ‌ها = Roan) را به خود بگیرند. اسب خزر به رنگ‌های «سفید»، «سیاه»، «نیلی» یا «خاکستری»، «کرنگ» و «کهر» دیده می‌شود. در اسب‌های به رنگ سمند که مانند طلایی است، تنها موهای یال، دم و قسمت‌های پایینی دست و پا سیاه است، اما در نژاد اسب خزر تاکنون اسب «ابلق» مشاهده نشده‌است.
- قد

قد (ارتفاع در محل جدوگاه) اسب‌های کاسپین تحت تأثیر تغذیه و شرایط اقلیمی محل زیست آن‌ها قرار دارد. سرعت رشد اسب‌های کاسپین سریع بوده و با رسیدن به سن ۱۸ ماهگی عمده رشد خود را کرده‌اند. متوسط قد اسب کاسپین ۱۱۷ سانتی‌متر بوده و ترجیحاً باید قد آن‌ها از ۱۲۷ سانتی‌متر کمتر باشد.
- حرکت و قابلیت‌های کاری

از نظر نحوه حرکت اسب کاسپین به‌طور طبیعی در انواع گامهای یورتمه و چهار نعل دارای قابلیت حرکتی روان و نرم بوده. در حین یورتمه، اسب کاسپین دارای گام‌های موزون و نرم بوده؛ و دست و پاهای خود رو از زمین خیلی بلند نمی‌کند و استفاده از عضلات کتف در حین این گام مشهود است.
- خلق و خو

هوش و ذکاوت بالا، بسیار آرام و مطیع.
- تفاوت‌هایی در هموگلوبین خون اسب خزر مشاهده شده و آن را در طبقه‌بندی به عنوان صنعتی منحصر به نژاد اسب خزر قرار داده‌است.[نیازمند منبع]

## پراکندگی و حفاظت

### در ایران
نسل اسب کاسپین مدتی در خطر انقراض قرار داشت، اما در سال ۱۳۴۳ توسط لوئیز فیروز به صورت تصادفی در اطراف آمل با انگیزه آموزش سوارکاری به کودکان و نوجوانان شناسایی شد. پس از کشف اولین اسب کاسپین، ۳۰ رأس دیگر را در طول سه ماه جستجو در کوه‌های البرز واقع در جنوب دریای خزر پیدا کرد. وی پس از شنیدن دربارهٔ اسب‌های کوچک به کوه‌های البرز رفت به امید آن که با چند رأس از آن‌ها برای مرکز اسب سواری نوروزآباد که یک فرهنگستان اسب سواری در تهران و متعلق به وی بود، بازگردد. خانم فیروز در سفر اول خود سه اسب کاسپین پیدا کرد. در سفر بعد، او هفت اسب ماده و شش اسب نر با خود بازگرداند و بدین ترتیب پرورش اسب را آغاز کرد.
در دی ماه سال ۱۳۹۰ خورشیدی مجتمع نگهداری ذخایر ژنتیکی اسب کاسپین در رشت توسط سازمان تحقیقات، آموزش و ترویج وزارت جهاد کشاورزی ایران افتتاح شد. چهارمین اجلاس جهانی اسب کاسپین پس از آمریکا، انگلستان و سوئد در ایران در پنجاهمین سالگرد معرفی اسب کاسپین، در شهر رشت و استان گیلان خاستگاه اولیه این اسب از ۱۶ تا ۱۸ شهریور ۱۳۹۴ برگزار شد.

#### ثبت ملی اسب کاسپین در آمل
در ۱۲ آذر ۱۴۰۲ ثبت ملی اسب کاسپین در میراث فرهنگی ناملموس ایران در آمل صورت گرفت. آیین رونمایی و نکوداشت ثبت ملی اسب کاسپین پس از برگزاری مراسم و چند سخنرانی در محل دانشگاه آزاد اسلامی واحد علوم و تحقیقات آیت‌الله آملی، با نمایش اسب‌های کاسپین به سمت محل رونمایی از ثبت ادامه یافت. دراین آیین که کارن فیروز فرزند لوئیز فیروز آمریکایی‌الاصل که نخستین بار نژاد اسب کاسپین را در آمل شناسایی کرده بود، به همراه دبیر فدراسیون سوارکاری، انجمن‌های هویت بخشی اسب و بین‌المللی اسب کاسپین و علاقمندان حوزه میراث فرهنگی و سوارکاری حضور داشتندو در ادامه از تابلو ثبت میراث ناملموس اسب کاسپین در روستای کمدره از توابع بخش دشت‌سر شهرستان آمل رونمایی شد. مدیرکل میراث فرهنگی، صنایع دستی و گردشگری مازندران درحاشیه این آیین اظهار کرد، ثبت اسب کاسپین به عنوان اثر ناملموس ملی که خاستگاه آن آمل است، نشان دهنده هویت بالای تاریخی، اصالت، ریشه وتاریخ این استان است. نایب رئیس انجمن بین‌المللی حفاظت از اسب کاسپین ایران، نیز از تشکیل کارگروهی برای تدوین پرونده ثبت اسب کاسپین در فهرست آثار میراث جهانی در یونسکو خبر داد. وی با اشاره به اینکه در حال حاضر ایران تنها کشوری هست که به دنبال ثبت جهانی اسب کاسپین در یونسکو است گفت که همه دنیا می‌دانند که خاستگاه اصلی نژاد اسب کاسپین در ایران و شمال کشور به خصوص شهر آمل است.

#### جشنواره ملی زیبایی اسب کاسپین
از سال ۱۳۸۰ وزارت جهاد کشاورزی همه ساله به‌طور منظم جشنواره ملی با عنوان زیبایی اسب کاسپین در شهرهای مختلف استان گیلان برگزار می‌کند.

#### پرورش در آمل
نایب رئیس انجمن بین‌المللی حفاظت از اسب کاسپین، با عنوان اینکه آمل به عنوان قطب و خاستگاه مهم اسب کاسپین مطرح است، پرورش آن در حواشی جنگل‌های هیرکانی آمل در حال فراگیر شدن است. در راستای ثبت ملی اسب کاسپین، رئیس اداره میراث فرهنگی، صنایع دستی و گردشگری آمل اقدامات لازم را در این راستا انجام داده‌است.

#### کورس بهاره پیربازار رشت
تنها و اولین پیست رسمی سوارکاری گیلان در منطقه پیربازار در حومه رشت از دیرباز به عنوان اولین و تنها کورس اسب گیل (کاسپین) همه ساله برگزار می‌شود.

### سایر کشورها
در سال ۱۳۴۵ با ورود نخستین اسب کاسپین به ایالت ویرجینیای آمریکا حرکت گسترش نژاد اسب کاسپین به دیگر نقاط جهان آغاز شده‌است. چهار رأس در سال ۱۳۴۹ به جزایر برمودا انتقال داده شد و سال ۱۳۵۰ دو رأس از طریق انگلستان به مجارستان منتقل شده‌است. تعدادی اسب کاسپین به استرالیا در سال‌های ۱۳۵۱ تا ۱۳۵۴ منتقل شده و در سال ۱۳۵۷ نخستین اسب کاسپین وارد کشور نیوزیلند شده‌است. هفت رأس در سال ۱۳۷۲ از طریق روسیه به کشور انگلستان صادر شده‌است و در سال ۱۳۷۳ دو رأس وارد بلژیک شده و در سال ۱۳۷۴ تعدادی اسب کاسپین از انگلستان به آمریکا صادر شده‌است.

#### اسب کاسپین در انگلستان
علاقهٔ خاندان سلطنتی انگلستان به این نژاد منجر به تأسیس انجمن سلطنتی اسب کاسپین شد و به این ترتیب پرورش این نژاد در خارج از ایران نیز صورت گرفت. کشور انگلستان ۷۰۰ نمونه اسب کاسپین دارد که حدود ۴۰ سال قبل آن‌ها را از ایران بردند و در آنجا اقدام به پرورش آن کردند. اجداد کلیه اسب‌های شرقی اسب کاسپین است و به رغم این‌که اسب کاسپین نژاد بومی این منطقه است در کل استان گیلان تنها ۶۰ رأس از این نژاد شناسایی شده‌است. از آنجایی که این اسب قابلیت فراوانی در سوارکاری و پرش استثنایی دارد مورد توجه محافل اقتصادی و ورزشی دنیا قرار گرفته‌است. نژاد ترکیبی این اسب نیز با نام (English-caspian horse) در انگلستان به ثبت رسیده‌است و آن‌ها به نحوی سعی کردند مالکیت معنوی و مادی آن را در اختیار بگیرند. اکنون این اسب در کشورهای نیوزیلند، ژاپن و فرانسه نیز وجود دارد و این کشورها توانسته‌اند انجمن بین‌المللی اسب کاسپین را ثبت کنند.